# Бураново (Малопургинський район)
Бура́ново (рос. Бураново, удм. Брангурт) — село в Малопургинському районі Удмуртії, Росія.
В селі працюють середня школа та дитячий садочок «Зарні-Шеп».
Урбаноніми:
- вулиці — Аптечна, Верещагіна, Єгоровська, Молодіжна, Нагірна, Нова, Польова, Сарапульська, Ставкова, Центральна, Шкільна
- провулки — Нагірний

## Населення
Населення — 651 особа (2010; 626 в 2002).
Національний склад станом на 2002 рік:
- удмурти — 92 %

## Географія
Село розташоване за 30 км на південь від Іжевська, за 34 км на захід від Сарапула та за 30 км на схід від Малої Пурги.
Ось як писав про село Григорій Верещагін, місцевий священик, викладач Бурановського земського училища:
|  | Бурангурт или Бураново находится от города Ижевска в 30 верстах, от реки Иж в 10 верстах, от судоходной реки Кама в 30 верстах. В селе есть больница, телефона нет. Почта ходит два раза в неделю. Пути сообщения удобны во всякие времена, кроме весны, когда река Позимь разливается особенно широко. Так как в городе Ижевске базары бывают почти каждый день, особенно по четвергам и субботам, то ездят туда бурановцы за хлебом, сеном, дровами и другими продуктами. Ездят летом на телегах, а зимой на санях |

Ось опис села із газети 1912 року:
|  | Село расположено на ровном месте. Третья же часть села находится на возвышенном месте. Село окружено холмами и горами, у которых добывается известковый камень. Почва каменистая, малоплодородная. При селе протекает мутная, безрыбная речка Сарапулка |

## Історія

### Легенда про утворення
Про заснування села існує легенда, за якою в давні часи на місці села були ліси, у яких було багато всякої дичини та звірів. Предками бурановців вважаються селяни Сизового, що в Зав'яловському районі. Через збільшення населення деякі люди вирішили переселитись на нове місце. Для поради пішли до місцевого авторитета — песятая. Він порадив їм переселитись на сучасне місце Буранового. Невдовзі вони дійшли до сучасного села Чутожмон-Пурга до джерела Прохор-Ошмес. Біля джерела вони вирішили перевірити, чи підходить їм це місце. Для цього треба було вилізти на дерево і послухати чи не свистить воно. Коли один з них виліз, то гілка під ним тріснула і він впав. Люди визнали це місце не добрим і пішли далі. Невдовзі вони прийшли туди, де нині знаходиться село Бураново.

### Походження назви
Удмуртська назва села — Брангурт. Першим поселенцем був удмурт на ім'я Обран. Пізніше початок слова Об зник, потім взагалі з'явилась літера у. Після будівництва Свято-Троїцької церкви село стало називатись Бураново. За іншою версією назва пішла від вітру бурана, який панував в цих місцях після того, як тут вирубали ліси.

### Заснування
Село засноване переселенцями із села Тур'я Арської землі, що нині в Татарстані. При утворенні селяни запросили знахаря, щоб він вказав їм місце для будівництва керемета — язичницького молитовника. Про керемет описував Григорій Верещагін:
|  | Это место и ныне стоит. Он — памятник бурановской старины, представляет ныне круглый лесок, его видно издалека. Чуть ли не от города Сарапула. Рубить деревья здесь никто не осмеливается под страхом наказания злого Керемет |

За даними Ландратського перепису 1710—1716 років, у селі проживало 29 удмуртів, 13 чоловіків та 16 жінок. Всі вони належали до 4 родових груп — Тур'я, Чола, Пельга та Бігра. Перші прибули сюди з Арської землі (в Татарстані є удмуртське село Тур'я), Чола прийшли із В'ятки (в Кіровській області є село Чола або Круглово), Пельга заселяли південні і центральні райони Удмуртії, Бігра заселяли північну Удмуртію.
У 1939 році була вщент зруйнована сільська церква і жителям села доводиться їздити до найближчої церкви за 40 км.

## Культура
Із жителів села було сформовано колектив «Бурановські бабусі», який представляв Росію на пісенному конкурсі Євробачення 2012, що пройшов у Баку. Колектив попередньо здобув перемогу у національному відборі, а у Баку зайняв 2-ге місце.
«Бурановські бабусі» власними зусиллями відкрили у сільському клубі музей, експонатами якого стали хустки, яким понад 200 років, старий патефон та інші предмети. Одним із важливих стимулів виступу на великій сцені для «бабусь» є мрія відбудувати зруйновану сільську церкву.